# Bruno Watschinger
Bruno Watschinger (ur. 14 czerwca 1920 w Linzu, zm. 28 czerwca 2017 tamże) – austriacki lekarz chorób wewnętrznych, nefrolog, profesor Uniwersytetu Wiedeńskiego.

## Życiorys
Począwszy od roku 1950 interesował się medycyną wewnętrzną, w tym głównie zaburzeniami płynów i elektrolitów w różnorakich schorzeniach, zwłaszcza związanych z występowaniem nadciśnienia tętniczego. Kształcił się wówczas w klinice uniwersyteckiej w Wiedniu, u profesora Karla Fellingera. W tym samym czasie skupił się na zagadnieniach klinicznych oraz badawczych z zakresu nefrologii. W 1955 roku otrzymał naukowe stypendium od Światowej Organizacji Zdrowia, po czym rozpoczął staż w klinice w Cleveland. Pracował tam u jednego z twórców sztucznej nerki, Willema Kolffa, w którego laboratorium skonstruował dializator zwojowy ułatwiający hemodializę (1955). Było to bardzo nowatorskie urządzenie, m.in. dzięki któremu wprowadzono w Austrii program przeprowadzania przewlekłych hemodializ (1968). W 1956 roku powrócił do Wiednia, a następnie został wybrany na stanowisko kierownika kliniki chorób wewnętrznych Szpitala Elżbietanek w Linz. Z placówką to związany był aż do emerytury.
Habilitował się W 1964 roku, w roku 1971 uzyskał tytuł profesora Uniwersytetu Wiedeńskiego. Również w 1971 roku był współzałożycielem, a następnie także prezydentem, Austriackiego Towarzystwa Biomateriałów i Sztucznych Organów. Łącznie opublikował ponad 100 prac naukowych, przede wszystkim z zakresu nefrologii. W 1961 roku był jednym ze współzałożycieli, a potem też członkiem zarządu Międzynarodowego Towarzystwa Nefrologicznego. Zainicjował w 1976 roku Naddunajskie Sympozja Nefrologiczne. Miały one szczególnie duże znaczenie dla współpracy między środowiskami naukowymi z obu stron żelaznej kurtyny. Jedno z nich odbywało się w Krakowie. 

## Członkostwo
Był członkiem honorowym ERA-EDTA (ang. European Renal Association - European Dialysis and Transplant Association), Austriackiego Towarzystwa Medycyny Wewnętrznej, jak również narodowych towarzystw nefrologicznych z Austrii, Bułgarii, Czech, Niemiec, Węgier, Szwajcarii oraz Polski.

## Rodzina
Miał dwójkę dzieci: córkę Reginę (mikrobiologa) i Bruno juniora (nefrologa).